# Кейт Гомперт
Кейт Гомперт (англ. Kate Gompert; нар. 11 січня 1963) — колишня американська тенісистка.
Найвищу одиночну позицію світового рейтингу — 18 місце досягла 6 липня, 1987, парну — 214 місце — 4 грудня, 1989 року.
Найвищим досягненням на турнірах Великого шолома було 4 коло в одиночному розряді.

## Фінали Туру WTA

### Одиночний розряд: 1 (0–1)
| Перемога — Легенда            |
| Турніри Великого шолома (0–0) |
| Турніри Туру WTA (0–0)        |
| Вірджинія Слімс (0–1)         |

| Фінали за покриттям |
| Тверде (0–0)        |
| Трава (0–0)         |
| Ґрунт (0–1)         |
| Килим (0–0)         |

| Результат | W/L | Дата     | Турнір           | Покриття | Суперниця  | Рахунок  |
| --------- | --- | -------- | ---------------- | -------- | ---------- | -------- |
| Поразка   | 0–1 | Кві 1987 | Eckerd Open, США | Ґрунт    | Кріс Еверт | 3–6, 2–6 |